# Smolno (obwód lwowski)
Smolno (ukr. Смільне) – wieś na Ukrainie w rejonie złoczowskim należącym do obwodu lwowskiego.

## Historia
Na podstawie Słownika geograficznego Królestwa Polskiego i innych krajów słowiańskich: Smólno to wieś w powiecie brodzkim, 2 km na południowy zachód od Brodów.
W listopadzie 1911 została obrabowana miejscowa cerkiew.
W II Rzeczypospolitej stanowiło gminę jednostkową Smolno w powiecie brodzkim w województwie tarnopolskiem. 20 października 1933 gminę Smolno włączono do Brodów.
1 kwietnia 1937 wyłączone z Brodów, tworząc 15 czerwca 1937 gromadę w zbiorowej gminie Ponikowica.
Pod okupacją weszły w skład gminy Ponikowica w powiecie Złoczów w dystrykcie Galicja. Liczba mieszkańców wynosiła 1083. Po wojnie w ZSRR.
Do 2020 w rejonie brodzkim. 